# Joseph Pé
Joseph Pé (Lembeek, 1º dicembre 1891 – Halle, 31 ottobre 1980) è stato un ciclista su strada belga.

## Carriera
Vinse una tappa alla Vuelta al País Vasco 1925 concludendo la corsa al secondo posto dietro il connazionale Auguste Verdyck ed una al Giro del Belgio 1926 che finì quinto.
Abile sul pavé raggiunse la piazza d'onore sia alla Binche-Tournai-Binche 1923 che, soprattutto al Giro delle Fiandre del 1926 dietro Julien Delbecque.

## Palmares
- 1925 (Individuale, una vittoria)

1ª tappa Vuelta al País Vasco (Bilbao > Pamplona)
- 1926 (Automoto/JB Louvet, una vittoria)

1ª tappa Giro del Belgio (Bruxelles > Liegi)

## Piazzamenti

### Grandi Giri
- Tour de France

1925: ritirato (alla 3ª tappa)
1926: ritirato (alla 10ª tappa)

### Classiche monumento
- Giro delle Fiandre

1925: 2º
- Parigi-Roubaix

1926: 24º